# Parabucrates
Parabucrates is een geslacht van rechtvleugeligen uit de familie sabelsprinkhanen (Tettigoniidae). De wetenschappelijke naam van dit geslacht is voor het eerst geldig gepubliceerd in 1897 door Scudder.

## Soorten
Het geslacht Parabucrates  is monotypisch en omvat slechts de volgende soort:
- Parabucrates brevicauda (Scudder, 1869)